# Per Bartram
Andreas Per Bartram (født 8. januar 1944, død 12. maj 2025) var en dansk fodboldspiller, der spillede som angriber.  Han spillede 61 kampe i Scottish League og Football League for Morton og Crystal Palace og scorede 28 mål. Han spillede også for Odense BK og for det danske landshold.

## Spillerkarriere
Bartram begyndte sin spillerkarriere i 1963 i Odense BK, hvorefter han spillede i den danske 2. division. Klubben rykkede op i 1966, men Bartram skiftede til Morton, hvor han spillede 36 kampe i løbet af de næste to år og scorede 20 mål. I august 1969, skrev han under for Crystal Palace, som for første gang var oprykket til den højeste liga i England. Han spillede 10 ligakampe og scorede to mål mellem august 1969 og december 1970, da han vendte tilbage til Morton. I resten af den sæson spillede han 15 kampe, hvor han scorede seks gange, før han i 1971 skiftede tilbage til Odense BK. Han blev i Odense indtil 1977 og vandt det danske mesterskab samme år. Odense fik også andenpladsen i Pokalen 1974 og Bartram blev kåret som "Man of the Match". Ved afslutningen af sin karriere vendte han tilbage til Skotland for at spille for Bonnyrigg Rose Athletic.

## International karriere
Bartram spillede én kamp for det danske landshold i 1975.